# Línguas túrquicas siberianas

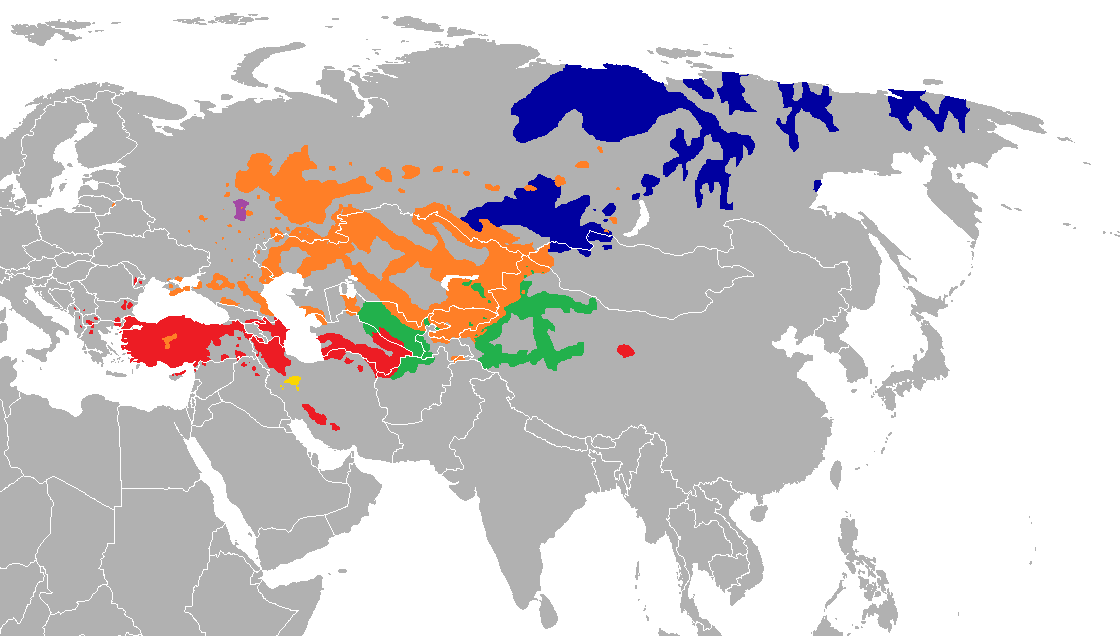
Localização das línguas túrquicas siberianas (em azul).

As línguas túrquicas siberianas, ou túrquico do nordeste, são uma subdivisão da família de línguas túrquicas. A tabela a seguir é baseada no esquema de classificação apresentado por Lars Johanson (1998).
| Proto-túrquico | Túrquico comum | Túrquico comum do nordeste (siberiano) | Norte siberiano | Norte siberiano     | - Saca (iacuta) - Dolgan                                                             |
| Proto-túrquico | Túrquico comum | Túrquico comum do nordeste (siberiano) | Sul siberiano   | Túrquico Saya       | - Tuviniana (soyot, uriankhai) - Tofa                                                |
| Proto-túrquico | Túrquico comum | Túrquico comum do nordeste (siberiano) | Sul siberiano   | Túrquico do Yenisei | - Khakas - Fuyü Gïrgïs - Shor (saghay qaca, qizil) - Uigur ocidental (uigur amarelo) |
| Proto-túrquico | Túrquico comum | Túrquico comum do nordeste (siberiano) | Sul siberiano   | Túrquico chulym     | - Chulym (Küerik)                                                                    |
| Proto-túrquico | Túrquico comum | Túrquico comum do nordeste (siberiano) | Sul siberiano   | Túrquico altai      | - Altai oirot e dialetos como tuba, qumanda, qua, teleut, telengit                   |